# Clavelina neapolitana
Clavelina neapolitana es una especie de tunicado de la familia Polycitoridae que forma colonias densas. Los zooides son de consistencia gelatinosa, de unos 2 cm de longitud. El color es blanquecino, el cuerpo es translúcido o semitransparente.
Normalmente se encuentra en suelos duros desde profundidades cercanas a la superficie hasta profundidades mayores. Puede llegar a confundirse con otra especie muy similar Clavelina dellavallei que tiene un color más azulado.